# 招贤浜古文化遗址
30°52′53″N 121°13′35″E / 30.8814°N 121.2264°E
招贤浜古文化遗址，位于中华人民共和国上海市金山区亭林镇东新村松金公路与上海绕城高G1503交叉口东南、桥港河两岸。是一个古文化遗址、上海市文物保护单位。

## 特点
1975年，上海市文物保管委员会发掘亭林古文化遗址时，根据当地民众上交的出土文物前去调查，发现该遗址。它位于当时新开河岸的断面上，深约1.70米处，能见到灰黑色土的古文化层，其中露出古代陶片、动物残骨以及红土等。采集文物有新石器时代良渚文化的黑衣灰陶陶片、夹砂红陶T字形鼎足、夏商时期马桥文化的篮纹、叶咏纹与绳纹印纹陶片，以及西周与春秋战国时期吴越文化的灰陶豆把、回字纹、曲折纹、梯格纹、米筛纹、米字纹等印纹硬陶。1984年5月4日公布为上海市文物保护地点。